# Martin Špaňhel
Martin Špaňhel (né le 1er juillet 1977 à Gottwaldov en Tchécoslovaquie) est un joueur professionnel tchèque de hockey sur glace qui évolue au poste d'ailier gauche.

## Biographie
Martin Špaňhel commence sa carrière de hockeyeur en 1994-95 dans le club de sa ville natale, le AC ZPS Zlín ; il joue toute la saison avec l'équipe junior ainsi qu'un match avec l'équipe senior dans l'Extraliga tchèque. À la fin de cette saison, il est choisi au 152e rang lors du 6e tour du repêchage de la LNH par les Flyers de Philadelphie, franchise pour laquelle il ne jouera finalement jamais. L'année suivante, il fait ses débuts en Amérique du nord avec les Hurricanes de Lethbridge puis les Warriors de Moose Jaw dans la Ligue de hockey de l'Ouest. Il revient ensuite dans son pays, jouant deux saisons avec Zlín puis deux autres avec le HC Keramika Plzeň. Le 30 mai 2000, il signe comme agent libre avec les Blue Jackets de Columbus, nouvelle franchise qui vient d'intégrer la Ligue nationale de hockey. Pendant deux saisons, il évolue principalement sous les couleurs de son club-école, les Crunch de Syracuse, ne jouant que dix matches dans la LNH. Il rejoint ensuite le HC Sparta Prague pour une année, commence la saison suivante avec le HIFK dans la SM-liiga finlandaise avant de la finir en République tchèque à nouveau à Plzeň. Après une saison en Norvège au sein du Lillehammer IK, il revient à nouveau jouer pour le HC Sparta Prague. Il prend ensuite la direction du Danemark où il joue pendant trois saisons pour les Frederikshavn White Hawks.
Au niveau international, il représente son pays en 1995 puis en 1997 en junior avant d'être sélectionné pour le Championnat du monde qui est remporté pour la première fois de son histoire en 2000 par la République tchèque.

## Statistiques
| Saison                   | Équipe                    | Ligue                    |     | Saison régulière | Saison régulière | Saison régulière | Saison régulière | Saison régulière |   | Séries éliminatoires | Séries éliminatoires | Séries éliminatoires | Séries éliminatoires | Séries éliminatoires |
| Saison                   | Équipe                    | Ligue                    | PJ  | B                | A                | Pts              | Pun              | PJ               | B | A                    | Pts                  | Pun                  |                      |                      |
| 1994-1995                | AC ZPS Zlín Jr.           | Rép. tchèque jr.         | 33  | 25               | 16               | 41               | 0                |                  |   |                      |                      |                      |                      |                      |
| 1994-1995                | AC ZPS Zlín               | Extraliga tchèque        | 1   | 0                | 0                | 0                | 0                |                  |   |                      |                      |                      |                      |                      |
| 1995-1996                | Hurricanes de Lethbridge  | LHOu                     | 6   | 1                | 0                | 1                | 0                |                  |   |                      |                      |                      |                      |                      |
| 1995-1996                | Warriors de Moose Jaw     | LHOu                     | 61  | 4                | 12               | 16               | 33               |                  |   |                      |                      |                      |                      |                      |
| 1996-1997                | AC ZPS Zlín               | Extraliga tchèque        | 22  | 3                | 6                | 9                | 20               |                  |   |                      |                      |                      |                      |                      |
| 1997-1998                | HC ZPS Barum Zlín         | Extraliga tchèque        | 40  | 7                | 9                | 16               | 70               |                  |   |                      |                      |                      |                      |                      |
| 1998-1999                | HC Keramika Plzeň         | Extraliga tchèque        | 49  | 12               | 12               | 24               | 60               | 5                | 2 | 1                    | 3                    | 27                   |                      |                      |
| 1999-2000                | HC Keramika Plzeň         | Extraliga tchèque        | 52  | 21               | 27               | 48               | 86               | 7                | 1 | 4                    | 5                    | 12                   |                      |                      |
| 2000-2001                | Blue Jackets de Columbus  | LNH                      | 6   | 1                | 0                | 1                | 2                |                  |   |                      |                      |                      |                      |                      |
| 2000-2001                | Crunch de Syracuse        | LAH                      | 67  | 11               | 13               | 24               | 75               | 2                | 0 | 0                    | 0                    | 8                    |                      |                      |
| 2001-2002                | Blue Jackets de Columbus  | LNH                      | 4   | 1                | 0                | 1                | 2                |                  |   |                      |                      |                      |                      |                      |
| 2001-2002                | Crunch de Syracuse        | LAH                      | 50  | 7                | 12               | 19               | 43               |                  |   |                      |                      |                      |                      |                      |
| 2002-2003                | HC Sparta Prague          | Extraliga tchèque        | 40  | 5                | 5                | 10               | 46               | 8                | 1 | 0                    | 1                    | 6                    |                      |                      |
| 2003-2004                | HIFK                      | SM-liiga                 | 36  | 2                | 11               | 13               | 22               |                  |   |                      | 0                    |                      |                      |                      |
| 2003-2004                | HC Lasselsberger Plzeň    | Extraliga tchèque        | 14  | 1                | 2                | 3                | 20               | 12               | 2 | 2                    | 4                    | 10                   |                      |                      |
| 2004-2005                | Lillehammer IK            | GET ligaen               | 17  | 9                | 8                | 17               | 56               | 3                | 2 | 1                    | 3                    | 2                    |                      |                      |
| 2005-2006                | HC Sparta Prague          | Extraliga tchèque        | 51  | 2                | 8                | 10               | 40               | 14               | 0 | 0                    | 0                    | 12                   |                      |                      |
| 2006-2007                | Frederikshavn White Hawks | AL-Bank ligaen           | 34  | 10               | 17               | 27               | 91               | 3                | 1 | 1                    | 2                    | 0                    |                      |                      |
| 2007-2008                | Frederikshavn White Hawks | AL-Bank ligaen           | 37  | 6                | 14               | 20               | 42               | 9                | 1 | 5                    | 6                    | 10                   |                      |                      |
| 2008-2009                | Frederikshavn White Hawks | AL-Bank ligaen           | 43  | 11               | 12               | 23               | 66               |                  |   |                      |                      |                      |                      |                      |
| 2011-2012                | Cyclones de Cincinnati    | ECHL                     | 2   | 0                | 1                | 1                | 0                | -                | - | -                    | -                    | -                    |                      |                      |
| Totaux LNH               | Totaux LNH                | Totaux LNH               | 10  | 2                | 0                | 2                | 4                |                  |   |                      |                      |                      |                      |                      |
| Totaux Extraliga tchèque | Totaux Extraliga tchèque  | Totaux Extraliga tchèque | 269 | 51               | 69               | 120              | 342              | 46               | 6 | 7                    | 13                   | 67                   |                      |                      |

| Année | Compétition                 |   | PJ | B | A | Pts | Pun           |  | Résultats |
| 1995  | Championnat d'Europe junior | 5 | 3  | 1 | 4 | 0   | 5e place      |  |           |
| 1997  | Championnat du monde junior | 6 | 2  | 0 | 2 | 0   | 4e place      |  |           |
| 2000  | Championnat du monde        | 9 | 1  | 1 | 2 | 10  | médaille d'or |  |           |